# Toshiyuki Horie
 (avril 2017).
Toshiyuki Horie (堀江　敏幸, Horie Toshiyuki]), né le 3 janvier 1964 dans la préfecture de Gifu, est un écrivain et universitaire japonais.

## Biographie
Il est diplômé de la faculté des arts, lettres, et science de l'Université Waseda en littérature française. Il intègre ensuite l'université de Tokyo pour faire un doctorat qu'il ne finit pas. Il le poursuit et le finit à l'université de Paris III.
Spécialiste de littérature française, Toshiyuki Horie enseigne à l'Université Waseda. Il est également critique et traducteur de français : il a traduit des textes d'Hervé Guibert, Michel Rio, Jacques Réda ou encore Michel Foucault. 
Écrivain reconnu au Japon, son œuvre a été récompensée de très nombreuses fois : il a obtenu le prix Mishima en 1999 pour Auparavant (オパラバン), le prix Akutagawa en 2001 pour le Pavé de l'ours (熊の敷石) et le prix Tanizaki en 2004 pour Yukinuma to sono shūhen (雪沼とその周辺). Il reste cependant encore peu traduit en France.

## Liste des œuvres traduites en français
- 1998 : Auparavant (おぱらばん), nouvelle traduite par Jacques Lévy dans Arsenal n°7 (p. 89-100), octobre 2002 et dans Pour un autre roman japonais (p. 75-90), ouvrage dirigé par Philippe Forest et Cécile Sakai, Editions Cécile Defaut, 2005.
- 2000 : Le Pavé de l'ours (熊の敷石), roman traduit par Anne Bayard-Sakai, Gallimard (collection "Du monde entier"), 2006.
- 2003 : Le Marais des neiges (雪沼とその周辺), sept nouvelles traduites par Anne Bayard-Sakai, Gallimard (collection "Du monde entier"), 2012.

## Postfaces
- Mariko Kishi-Molia (postface de Toshiyuki Horie), Souvenir de Coutelas, éditions Little More, Tokyo, 2011.

## Sources
1. ↑  (en) Toshiyuki Horie, Agency for Cultural Affairs, consulté sur www.jlpp.go.jp le 29 aout 2012

- Notices d'autorité :   - VIAF
  - ISNI
  - BnF (données)
  - IdRef
  - LCCN
  - GND
  - Japon
  - CiNii
  - Pays-Bas
  - Israël
  - NUKAT
  - Corée du Sud
  - WorldCat